# Tašmetu
Tašmetu (klinopisno  𒀭𒌨𒈨𒌈 Dur-me-tum, DTašmetu,  poslovenjeno
Gospa, ki posluša), tudi Tašmet in Tašmetum, je bila akadska boginja, žena boga Nabuja.
Njena naloga je bila poslušati molitve vernikov in uslišati njihove prošnje.  Tašmetu in Nabu sta si delila tempelj v Borsipi, katere zavetnika sta bila. 

## Sklic
1. ↑   Bertman, Stephen (2005):  Handbook to Life in Ancient Mesopotamia,  Oxford: Oxford University Press.

## Vir
- Michael Jordan: Encyclopedia of Gods, Kyle Cathie Limited, 2002.